# IC 2626
IC 2626 ist eine Spiralgalaxie vom Hubble-Typ S im Sternbild Löwe an der Ekliptik. Sie ist schätzungsweise 502 Millionen Lichtjahre von der Milchstraße entfernt und hat einen Durchmesser von etwa 60.000 Lichtjahren.
Im selben Himmelsareal befinden sich u. a. die Galaxien NGC 3534 und NGC 3563.
Das Objekt wurde am 28. Mai 1903 von Stéphane Javelle entdeckt.